# مانرزدرف آم لایتاگبیرگ
مانرزدرف آم لایتاگبیرگ (به آلمانی: Mannersdorf am Leithagebirge) یک شهر و شهرک با حقوق شهرک و روستای سابق در اتریش است که در ناحیه بروک آن در لیتا واقع شده‌است. مانرزدرف آم لایتاگبیرگ ۳٬۷۳۱ نفر جمعیت دارد.